# رامايا فاسثافايا
رامايا فاسثافايا (بالإنجليزية: Ramayya Vasthavayya)‏ (Mr.Ram Will Arrive) هو فيلم حركة باللغة التيلوغوية أنتج في سنة 2013، من كتابة وإخراج هاريش شانكار، وتم إنتاجها من قبل ديل راجو وتمثيل نت راما راو الابن ، سامانثا روث برابهو وشروتي حسن في الأدوار القيادية. الفيلم الذي صدر في جميع أنحاء العالم في 11 أكتوبر 2013 تعرض لآراء متباينة من النقاد الذين انتقدوا قصتها. في نهاية المطاف، حقق الفيلم في شباك التذاكر دخل أكثر من المتوسط، من أنه سجل أرقام قياسية في بداية عرضه.

## روابط خارجية
- رامايا فاسثافايا على موقع IMDb (الإنجليزية)
- رامايا فاسثافايا على موقع روتن توميتوز (الإنجليزية)
- رامايا فاسثافايا على موقع أول موفي (الإنجليزية)
- رامايا فاسثافايا على موقع قاعدة بيانات الفيلم (الإنجليزية)
- رامايا فاسثافايا على موقع ليتربوكسد (الإنجليزية)
- رامايا فاسثافايا على موقع كينوبويسك (الروسية)